# Colposcelis
Colposcelis is een geslacht van kevers uit de familie bladkevers (Chrysomelidae).
De wetenschappelijke naam van het geslacht werd in 1837 gepubliceerd door Pierre François Marie Auguste Dejean.

## Soorten
- Colposcelis bengalensis (Moseyko & Medvedev, 2005)
- Colposcelis maculata (Moseyko & Medvedev, 2005)
- Colposcelis pici (Moseyko & Medvedev, 2005)
- Colposcelis sexmaculata (Kimoto & Gressitt, 1982)
- Colposcelis ussuriensis (Moseyko & Medvedev, 2005)
- Colposcelis vietnamica (Moseyko & Medvedev, 2005)